# بروخزال (ناحیه)
بروخزال (به آلمانی: Landkreis Bruchsal) یک ناحیه در آلمان است که در بادن-وورتمبرگ واقع شده‌است. بروخزال ۱۴۰٬۰۹۵ نفر جمعیت دارد.